# Aaron Opoku
Aaron Opoku-Tiawiah (Amburgo, 28 marzo 1999) è un calciatore tedesco, attaccante svincolato.

## Carriera

### Club
Cresciuto nel settore giovanile dell'Amburgo, ha trascorso una stagione in prestito all'Hansa Rostock in 3. Liga, prima di debuttare in prima squadra il 18 settembre 2020, in occasione dell'incontro di 2. Bundesliga vinto 2-1 contro il Fortuna Düsseldorf. Impiegato sporadicamente, nelle stagioni successive ha giocato in prestito con Jahn Ratisbona, in seconda divisione ed Osnabrück, in terza divisione, intervallando queste esperienze con tre presenze nella squadra riserve dell'Amburgo. Nell'agosto del 2022, dopo aver disputato altre tre partite in seconda divisione con l'Amburgo, è stato ceduto a titolo definitivo al Kaiserslautern.

### Nazionale
Ha giocato nelle nazionali giovanili tedesche Under-19 ed Under-20.

## Statistiche

### Presenze e reti nei club
Statistiche aggiornate al 7 maggio 2023.
| Stagione          | Squadra           | Campionato        | Campionato | Campionato | Coppe nazionali | Coppe nazionali | Coppe nazionali | Coppe continentali | Coppe continentali | Coppe continentali | Altre coppe | Altre coppe | Altre coppe | Totale | Totale |
| Stagione          | Squadra           | Comp              | Pres       | Reti       | Comp            | Pres            | Reti            | Comp               | Pres               | Reti               | Comp        | Pres        | Reti        | Pres   | Reti   |
| ----------------- | ----------------- | ----------------- | ---------- | ---------- | --------------- | --------------- | --------------- | ------------------ | ------------------ | ------------------ | ----------- | ----------- | ----------- | ------ | ------ |
| 2017-2018         | Amburgo II        | RL                | 3          | 0          |                 | -               | -               |                    | -                  | -                  |             | -           | -           | 3      | 0      |
| 2018-2019         | Amburgo II        | RL                | 17         | 2          |                 | -               | -               |                    | -                  | -                  |             | -           | -           | 17     | 2      |
| 2019-2020         | Hansa Rostock     | 3L                | 33         | 5          | CG              | 0               | 0               |                    | -                  | -                  |             | -           | -           | 33     | 5      |
| set. 2020         | Amburgo II        | RL                | 2          | 0          |                 | -               | -               |                    | -                  | -                  |             | -           | -           | 2      | 0      |
| set. 2020         | Amburgo           | 2L                | 1          | 0          | CG              | -               | -               |                    | -                  | -                  |             | -           | -           | 1      | 0      |
| ott. 2020-2021    | Jahn Ratisbona    | 2L                | 21         | 1          | CG              | 1               | 0               |                    | -                  | -                  |             | -           | -           | 22     | 1      |
| ago. 2021         | Amburgo II        | RL                | 1          | 0          |                 | -               | -               |                    | -                  | -                  |             | -           | -           | 1      | 0      |
| Totale Amburgo II | Totale Amburgo II | Totale Amburgo II | 23         | 2          |                 | -               | -               |                    | -                  | -                  |             | -           | -           | 23     | 2      |
| ago. 2021-2022    | Osnabrück         | 3L                | 32         | 3          | CG              | 1               | 0               |                    | -                  | -                  |             | -           | -           | 33     | 3      |
| lug.-ago. 2022    | Amburgo           | 2L                | 3          | 0          | CG              | 1               | 0               |                    | -                  | -                  |             | -           | -           | 4      | 0      |
| Totale Amburgo    | Totale Amburgo    | Totale Amburgo    | 4          | 0          |                 | 1               | 0               |                    | -                  | -                  |             | -           | -           | 5      | 0      |
| ago. 2022-2023    | Kaiserslautern    | 2L                | 17         | 2          | CG              | 0               | 0               |                    | -                  | -                  |             | -           | -           | 17     | 2      |
| Totale carriera   | Totale carriera   | Totale carriera   | 130        | 13         |                 | 3               | 0               |                    | -                  | -                  |             | -           | -           | 133    | 13     |